# Strobilanthes arboreus
Strobilanthes arboreus är en akantusväxtart som beskrevs av Johan Baptist Spanoghe. Strobilanthes arboreus ingår i släktet Strobilanthes och familjen akantusväxter. Inga underarter finns listade i Catalogue of Life.